# Raggsocka

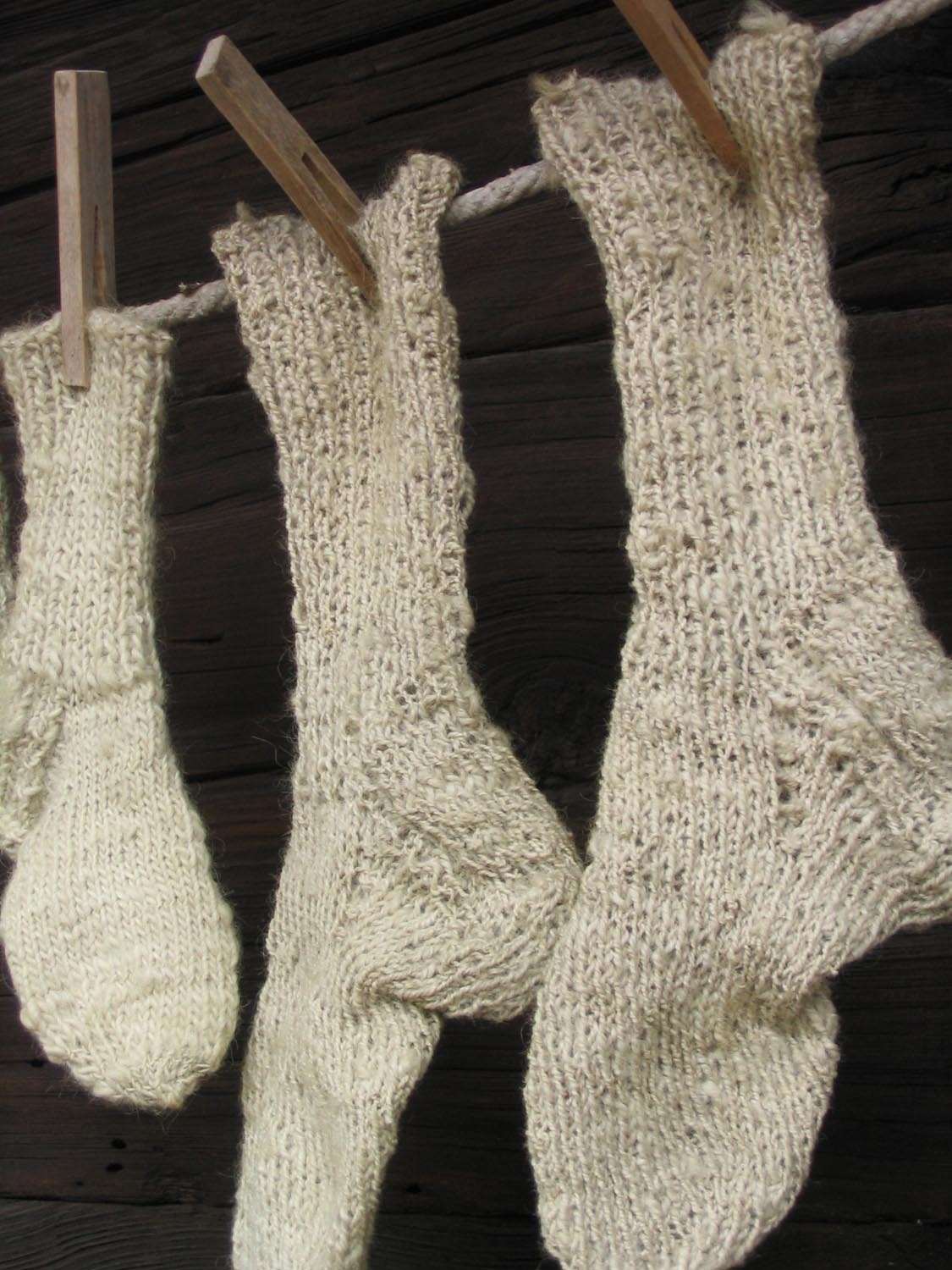
Glest stickade raggsockor.

Raggsocka är en stickad strumpa av grovt garn, även kallad "tjocksocka" i norrländskt folkmun, används i kyla och ofta över ordinarie strumpor. Raggsockor tillverkas ofta av ullgarn eller av garn i en blandning av ylle och syntetmaterial.
Ursprungligen stickades sockorna av ull blandat med getragg (gethår) för att öka slitstyrkan, därav namnet. På senare tid används ull blandat med syntetfiber såsom akryl, nylon eller polyamid.